# 辽东路
辽东路，元朝时设置的路。
至元四年（1267年）改开元万户府置，治所在黄龙府（今吉林省农安县）。辖境西起今辽宁省开原市、吉林省四平市及松花江流域，北抵黑龙江口，南起吉林省辽源市、靖宇县、长白县及朝鲜东北部，东至于海。二十三年（1286年），改为开元路。